# メーガン・フレッチャー
メーガン・フレッチャー（Megan Fletcher 1989年8月2日- ）はアイルランドの柔道選手。イギリス出身。階級は70㎏級。弟は100㎏級のベンジャミン・フレッチャー

## 経歴
2005年のヨーロッパカデ57kg級で3位になった。2014年の英連邦競技大会70㎏級で優勝した。しかし、2012年のロンドンオリンピックと2016年のリオデジャネイロオリンピックには、イギリス国内により活躍していたサリー・コンウェイがいたため出場できなかった。その後、イギリスナショナルチームの拠点であるウォールソールに移らないと強化選手から外されて資金援助もされないことになったため、アイルランド人とのハーフであることも相俟って、2017年には弟とともにアイルランドへ国籍を変更した。2019年にはグランプリ・マラケシュで2位、グランプリ・テルアビブとグランプリ・モントリオールでそれぞれ3位になった。2021年の世界選手権では準々決勝でオランダのサンネ・ファンデイケに敗れるなどして5位だった。7月に日本武道館で開催された東京オリンピックには弟とともに出場を果たすも、初戦でオーストリアのミヒャエラ・ポレレスに技ありで敗れた。

## 主な戦績
- 2005年 - ヨーロッパカデ　3位(57kg級)
- 2011年 - ロンドンオリンピック　テスト大会　7位
- 2014年 - パンナムオープン・モンテビデオ　優勝
- 2014年 - 英連邦競技大会　優勝
- 2015年 - オセアニアオープン・ウロンゴン　優勝
- 2019年 - グランプリ・テルアビブ　3位
- 2019年 - グランプリ・マラケシュ　2位
- 2019年 - グランプリ・モントリオール　3位
- 2019年 - ワールドマスターズ　7位
- 2021年 - 世界選手権　5位

(出典、JudoInside.com)